# Селища в Русия
Селищата (на руски: населённые пункты) в Русия се разделят на две основни групи — градски и селски. Градските населени места могат да бъдат градове или селища от градски тип. Селските населени места имат множество различни наименования (хутор, посьолок, слобода, деревня, станица, село, посад и други), които отразяват размера на селището или се основават на местна традиция. В общия случай населените места не са административни единици, а образуват част от дадена община.
Според преброяването от 2010 година в страната има 1100 града, 1286 селища от градски тип и 153 125 селски населени места, от които около 19 хиляди нямат население, а други 36 хиляди имат до 10 жители.